# Franksousaïta
La franksousaïta és un mineral de la classe dels sulfats que pertany al grup de la linarita-chenita. Rep el nom en honor de Francis (Frank) X. Sousa (nascut l'any 1951).

## Característiques
La franksousaïta és un selenat de fórmula química PbCu(Se6+O₄)(OH)₂. Va ser aprovada com a espècie vàlida per l'Associació Mineralògica Internacional l'any 2022, sent publicada en el mes de juliol del mateix any. Cristal·litza en el sistema monoclínic.
Les mostres que van servir per a determinar l'espècie, el que es coneix com a material tipus, es troben conservades al Museu Mineral de la Universitat d'Arizona, a Tucson (Arizona), amb el número de catàleg: 22713, i al projecte RRUFF, amb el número de mostra: r210012.

## Formació i jaciments
Va ser descoberta a la mina El Dragón, a la província d'Antonio Quijarro (Departament de Potosí, Bolívia), on es troba en forma de cristalls prismàtics inclosos en anglesita incolora. També se'n troben cristalls aïllats de franksousaïta de fins a 0,05 × 0,02 × 0,02 mm. Aquesta mina boliviana és l'únic indret de tot el planeta on ha estat descrita aquesta espècie mineral.